# Snoggetorp
Snoggetorp är en bebyggelse i Fjärås socken i Kungsbacka kommun. Från 2015 avgränsar SCB här en småort.